# Hisaki Hashi
Hisaki Hashi (japanisch 橋 久子 Hashi Hisaki), geb. 15. November 1956 in Tokyo, Japan ist eine japanische Philosophin mit Hauptwirkungsstätte in Wien.

## Leben
Im Jahr 1975 schloss Hisaki Hashi die staatliche Höhere Schule, Zweiginstitut der Universität für Bildung, in Tokyo ab. Von 1976 bis 1984 studierte sie an der Universität für Musik und darstellende Kunst Wien Klavier als Konzertfach, das sie 1984 mit Diplom beendete. Von 1985 bis 1987 studierte sie im Studiengang Magister der Künste an derselben Universität Musikästhetik und Musikgeschichte. Ihren Magister artium erhielt sie 1987 mit der Diplomarbeit Jo Ha Kyu – Eine Basiskategorie des Noh-Theaters. Nach eigenen Angaben trat Hashi ab 1977 in Konzerten auf, zwischen 1985 und 1993 insbesondere in Mitteleuropa und Japan.
Obwohl sich Hashi in der Folge der Philosophie zuwandte, tritt sie immer wieder als Pianistin und Komponistin in Erscheinung. So 2007 anlässlich der 14. Interreligiösen Tagung zum Buddhistisch-Christlichen Dialog des Zentrums für Spiritualität, Dialog und Verantwortung oder im September 2022 in Kumamoto, Japan.
Im Jahr 1988 nahm Hashi ein Studium an der Universität Wien für Philosophie und Kulturwissenschaften auf, das sie 1992 mit dem Mag. phil. und 1994 mit dem Dr. phil. mit Auszeichnung abschloss. Das Thema ihrer Dissertation trägt den Titel: Die Beziehung der Ästhetik und Ethik in kulturphilosophischen Erwägungen.
Seit 1995 wirkt sie als Lehrbeauftragte am Institut für Philosophie der Universität Wien. Schwerpunkte ihrer Lehrtätigkeit sind Philosophie des originalen Zen-Buddhismus, Philosophie der Kyoto-Schule und Vergleichende Philosophie von Ost und West. Im Jahr 2003 habilitierte sie sich im Fach Philosophie (ohne Themeneinschränkung) an der Universität Wien und ist folglich als venia docendi am Institut für Philosophie, Wien, tätig. Seit 2021/22 wirkt sie als visiting professor an der GSSR (Graduate School for Social Research / International Doctoral Program) am Institute of Philosophy and Sociology an der Polish Academy of Sciences.

## Verbindung zu Fachgesellschaften
Hashi ist Vorstandsvorsitzende des Vereins für Komparative Philosohie und Interdisziplinäre Bildung (KoPhil) in Wien, den sie 2008 auch gegründet hat. Im Jahr 2016 wurde er als Internationales Ko-Forschungsorgan der Japan Society for Global System and Ethics in Wien registriert, in Verbindung mit WFUCA (World Federation of UNESCO Clubs and Associations) in der UNESCO. Zu den Tätigkeiten des Vereins zählt eine Kophil-Vortragsreihe, die jedes Semester am Institut für Philosophie der Universität Wien durchgeführt wird. Es besteht eine enge Zusammenarbeit mit der Polnischen Akademie der Wissenschaften
Seit 2016 ist Hashi im Vorstand der Japan Society for Global System and Ethics. Sie ist/war Beiratsmitglied der International Association for Biocosmology in Russland und der Japanese Association for Comparative Philosophy. Als Ehrenmitglied der Österreichischen Haiku-Gesellschaft hat Hashi deren Entwicklung maßgeblich mitgeprägt und ist mit der wissenschaftlichen Beratung betraut.

## Blick von außen
Im Zusammenhang mit der Bücherpräsentation (2009) des Sammelbands „What is Truth? In Philosophy and in different Scientific Disciplines“, herausgegeben von Hashi Hisaki und Józef Niznik und des von Hashi verfassten Werks “Naturphilosophie und Naturwissenschaft. Tangente und Emergenz im interdisziplinären Spannungsumfeld”, übernahm Hashi am Klavier mit dem Stück „Quantensprung – Die Welt der Quantenphysik“, das sie selbst komponiert hat, die musikalische Hinleitung zu den philosophischen Fragestellungen. Dies Stück wird als heiter beschrieben. Die ihm innewohnenden, zahlreichen Überraschungseffekte erweckten den Eindruck eines vertonten Quantensprung. Die sich anschließende Diskussion machte deutlich, dass dem von Hashi Hisaki geprägten Begriff „Das Feld des ‚Zwischen‘“ / „The Field of ‚Between‘“ die Rolle einer Leitidee bezüglich der Weiterentwicklung der Komparativen Philosophie zukommen kann und er auch als Idee eines interdisziplinären Bildungsgedanken fungieren kann.
Das 2012 erschienene Buch „Kyoto-Schule – Zen – Heidegger. Komparative Philosophie zur globalen Welt.“ rezensierte Werner Gabriel im Literarischen Zaunkönig. Das Buch erklärt und analysiert zunächst die Philosophie Nishidas und der Kyoto-Schule um sie dann mit grundlegenden Aspekten der Philosophie Heideggers zu vergleichen. Ein wesentlicher Punkt bildet hierbei die Unterscheidung des zen- philosophischen mu vom Nichts des Denkens Heideggers. Gabriel attestiert dem Werk eine sorgfältige und gründliche Bearbeitung unterschiedlicher Denktraditionen im Rahmen der vergleichenden Philosophie. Er sieht in der „komparativen Methode“ von Hashi ein sicheres Potenzial, der Philosophie einen globalen Horizont zu öffnen.

## Auszeichnungen
- Theodor-Körner-Preis für Wissenschaft, 2000; Gegenstand der Preisverleihung: Forschung der Projekte für vergleichende Philosophie mit Publikation[14]
- Förderpreis für Komparative Philosophie, 2005, vergeben von der Japanese Association for Comparative Philosophy[15]
- Ernennung zum Ehrenmitglied der Österreichischen Haiku-Gesellschaft, 2011.[16]

## Publikationen (Auswahl)
Zu ihren Forschungen hat Hashi zahlreiche Publikationen in deutscher, englischer und japanischer Sprache verfasst und herausgeben.

### Monografien
- Die Dynamik von Sein und Nichts. Dimensionen der vergleichenden Philosophie (Habilitationsschrift im Fach Philosophie der Universität Wien), Frankfurt a. M. 2004. Peter Lang. Reihe: Wiener Arbeiten zur Philosophie ISBN 3-631-50561-2.
- Vom Ursprung und Ziel des Zen. Die Philosophie des originalen Zen-Buddhismus, Wien 1997: Edition Doppelpunkt. Wissenschaftsreihe method. ISBN 3-85273-040-6.
- Naturphilosophie und Naturwissenschaft. Tangente und Emergenz im interdisziplinären Spannungsumfeld, Münster/Berlin 2010: LIT. Reihe: Naturphilosophie. ISBN 978-3-643-50020-5.
- KYOTO-SCHULE – ZEN – HEIDEGGER. Komparative Philosophie zur globalen Welt. Edition Doppelpunkt; Wien 2012. ISBN 978 3 85273 199 5
- Komparative Philosophie für eine globale Welt, Münster/Berlin/Wien 2016. Reihe: Komparative Philosophie für eine globale Welt. LIT ISBN 978-3-643-50755-6.
- Das Paradoxon in der Philosophie. Zum Aufbau der humanistischen Welt. LIT Wien / Berlin / Münster / Zürich / London 2019: ISBN 978-3-643-50903-1

### Herausgeberschaft
- What is Truth? In Philosophy and in Different Scientific Disciplines. Polish Academy of Sciences, Wien 2011. ISBN 978-3-9502472-8-2
- Globalisierung des Denkens in Ost und West. Resultate des österreichisch-japanischen Dialogs. (mit Friedrich Wallner). Traugott Bautz,.Nordhausen 2011. Reihe: liibri nigri. ISBN 978-3-88309-555-4.
- Philosophy of Nature in Cross-Cultural Dimensions. Verlag Dr.Kovač, Hamburg 2017. Reihe: KoPhil. ISBN 978-3-8300-9442-5

### Fachbeiträge
- mit Herbert Pietschmann: Natural Philosophyand natural science: Tangent and Emergence- between conflicting poles in the interdisciplinary discourse. A dialogue on the epistemology of quantum physics. In: Dialogue and Universalism, vol. 28, 2018-2, Warsaw 2018: Polish Academy of Sciences.
- Phenomenology and Buddhist Philosophy on Embodied Cognition. In: Dialogue and Universalism, vol. 25, 2015-3, Warsaw 2015: Polish Academy of Sciences
- The Significance of Einstein´s Theory of Relativity in Nishida´s “Logic of the Field”.In: Philosophy East and West, vol. 57-4, Honolulu 2007: University of Hawaii Press.
- Die Bedeutung der Relativitätstheorie Einsteins bei Cassirer und bei Tanabe. In: Wiener Jahrbuch für Philosophie, Bd. 36/2004, Wien 2005: Braumüller
- HEN-PANTA: Das Problem der Kontradiktorik im Zen und in der Wesenslogik Hegels. In: Wiener Jahrbuch für Philosophie, Bd. 30/1998, Wien 1999: Braumüller.
- Über die Denkmethode der Komparativen Philosophie ( 比 較 と い う 思 考 法 ). In: 15-bändige Serie „Vorlesungen für Philosophie“, Bd. 14, Geschichtsphilosophie, Tokyo 2009 Iwanami
- Über die Problematik des Selbst im Ort des absoluten mu (絶対無の場所における自己 の問題). In: Über die Aspekte der Logik des Ortes (場所論の種々相), Kawanami, Akira (Hg.), Tokyo 1997: Hokuju shuppan